# Beacon Hill (Boston)

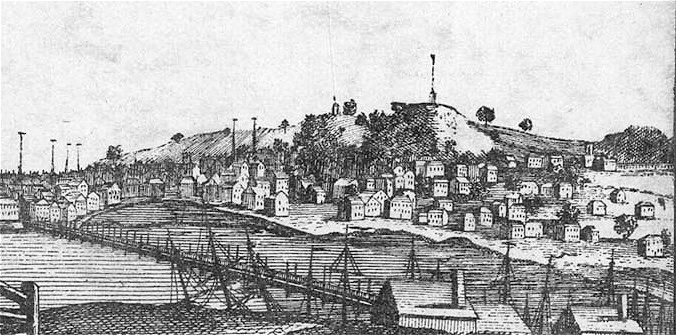
Beacon Hill im späten 18. Jahrhundert, aus einer Perspektive vom Breed’s Hill in Charlestown.

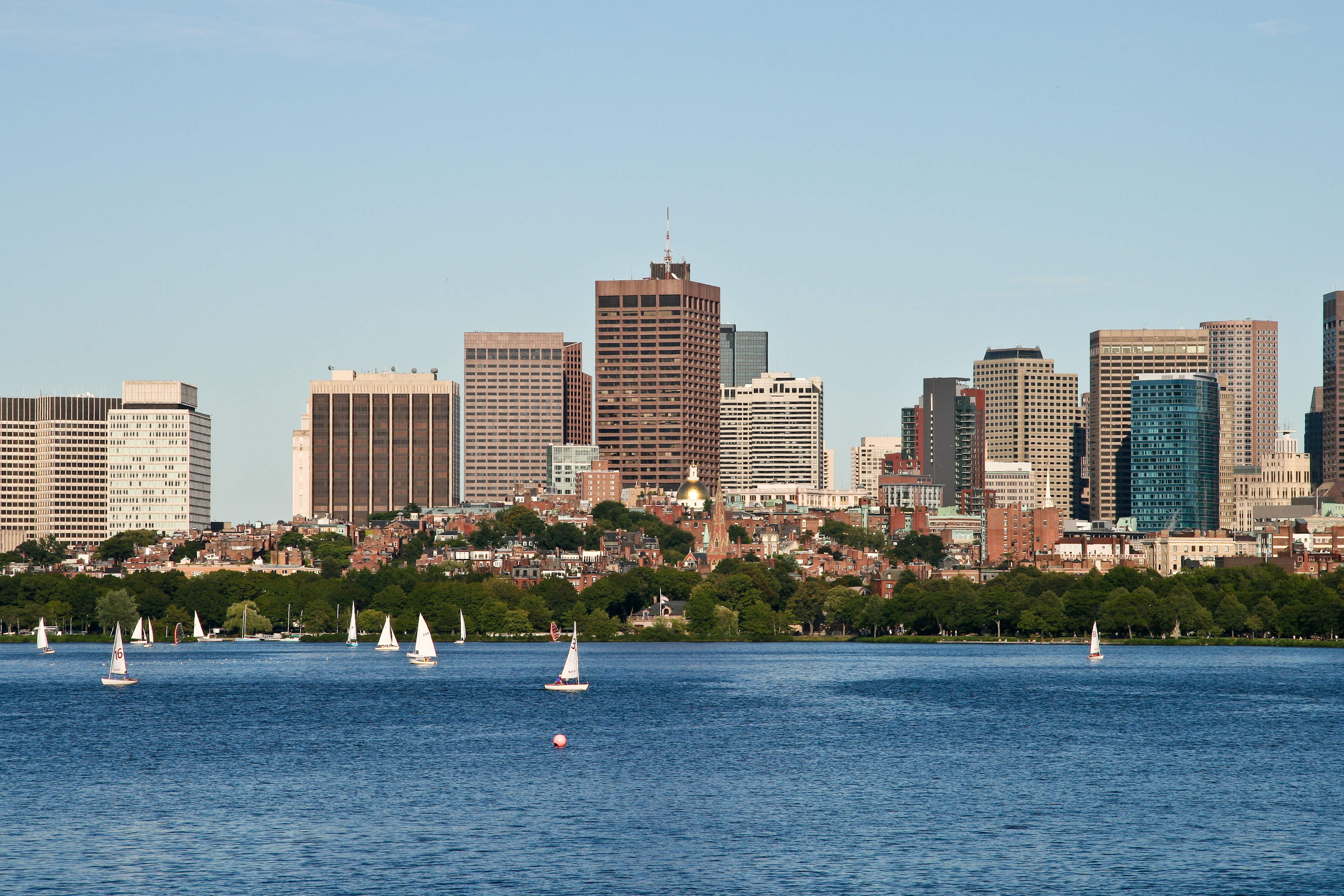
Beacon Hill vom Charles River aus gesehen (mit dem Financial District im Hintergrund).

Beacon Hill ist ein historischer Stadtteil (Neighborhood) der Stadt Boston im Bundesstaat Massachusetts in den Vereinigten Staaten. Gemeinsam mit dem benachbarten Back Bay, das gleichfalls ein Historic District ist, lebten dort im Jahr 2010 27.476 Einwohner. In Beacon Hill stehen viele Reihenhäuser im Federal Style. Der Stadtteil ist bekannt für seine engen Straßen mit Gasbeleuchtung und Bürgersteige aus Backsteinen. Heute gilt Beacon Hill als einer der begehrenswertesten und teuersten Stadtteile von Boston.
Der Stadtteil liegt nördlich des Boston Common und des Boston Public Garden. Er wird grob durch die Beacon Street im Süden, die Somerset Street im Osten, die Cambridge Street im Norden und den Storrow Drive entlang des Charles River im Westen begrenzt. Hinzu gerechnet wird der Block zwischen der Beacon Street, Tremont Street und Park Street, in dem der Boston Common liegt. Der Bereich westlich der Charles Street wird von den Einwohnern als „Flat of the Hill“ bezeichnet.
Weil sich das Massachusetts State House an einer hervorgehobenen Position auf der Spitze des Hügels befindet, wird der Ausdruck Beacon Hill von den lokalen Medien häufig auch als Metonym für die staatliche Regierung oder auch Gesetzgebung verwendet.

## Geschichte

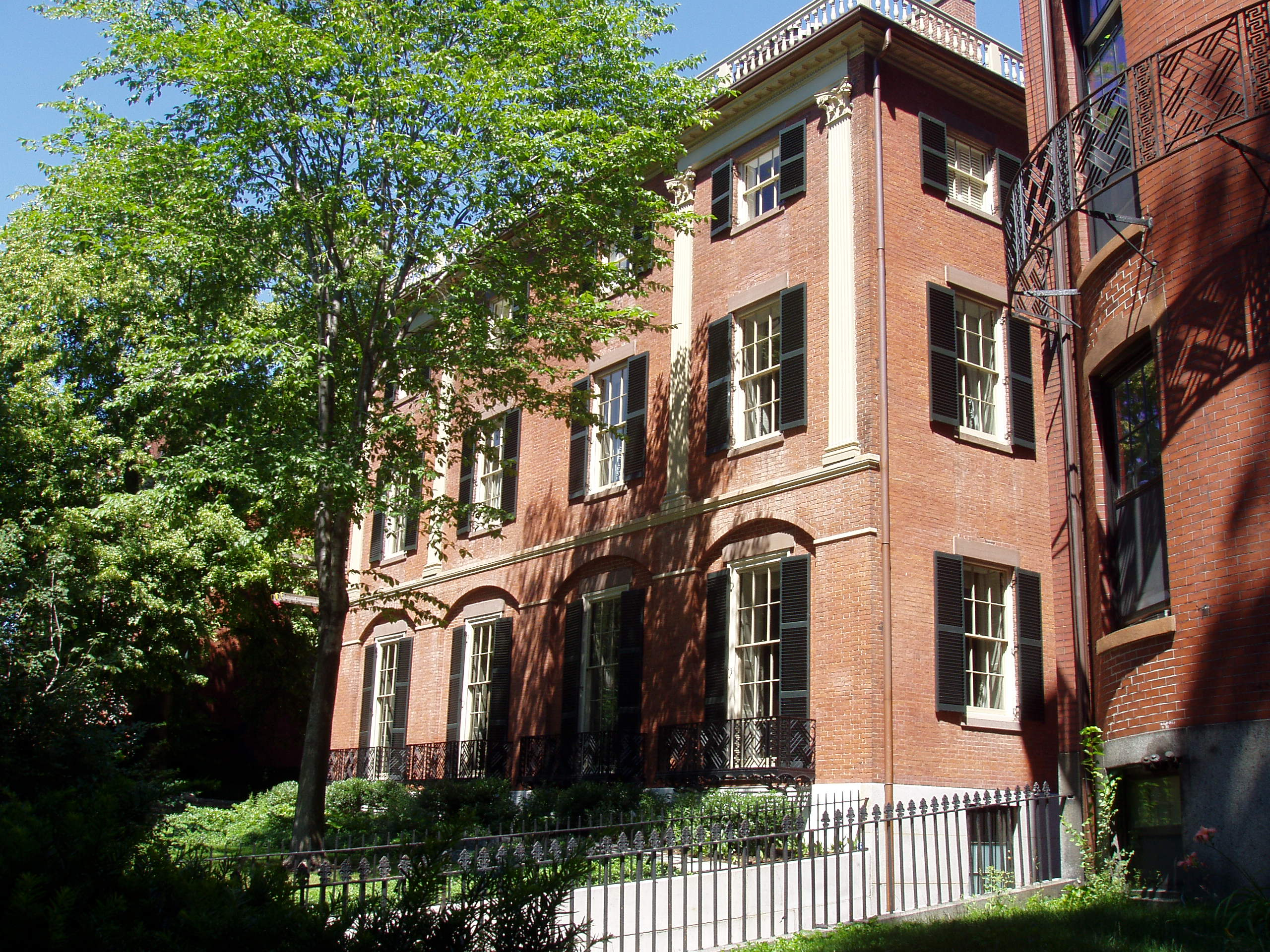
Das zweite Haus Harrison Gray Otis House, 85 Mount Vernon Street.

Wie viele gleichnamige Orte in den USA wurde der Stadtteil nach einem Leuchtfeuer (engl. „beacon“) benannt, das früher auf der Spitze des Hügels und damit auf dem höchsten Punkt im Bostoner Zentrum stand. Es befand sich direkt hinter dem heutigen Massachusetts State House, wo heute ein Denkmal daran erinnert. Der Hügel selbst wurde gemeinsam mit den in der Nähe gelegenen Hügeln Pemberton Hill und Mount Vernon erheblich in der Höhe reduziert, um den Hausbau in der Gegend zu vereinfachen und mit dem gewonnenen Material den nordöstlich gelegenen Mill Pond aufzufüllen, um weiteres Bauland gewinnen zu können.
Der gesamte Hügel war von 1625 bis 1635 das Eigentum des ersten europäischen Siedlers in Boston namens William Blaxton, der das Gebiet schließlich an die Puritaner verkaufte. Der südliche Hang des Beacon Hill mit Ausrichtung zum Boston Common war im 19. Jahrhundert die begehrteste Seite, der nördliche Hang war als Black Beacon Hill bekannt. Viele bekannte Afroamerikaner wie Frederick Douglas, Harriet Tubman, David Walker und Sojourner Truth hielten Reden im African Meeting House an der Joy Street. Die Gegend um den Beacon Hill war in der Zeit vor dem Sezessionskrieg eines der wichtigsten und stabilsten Zentren des Abolitionismus.
Die dort ebenfalls eine Zeit lang lebende Rebecca Lee Crumpler war die erste afroamerikanische Frau, die einen Hochschulabschluss in Medizin in den Vereinigten Staaten erhielt. Im Jahr 1860 wurde sie am New England Female Medical College aufgenommen, das später in das Boston College eingegliedert wurde, und machte ihren Abschluss als M.D. Ihre 1883 veröffentlichte Schrift „A Book of Medical Discourses“ war eines der ersten Bücher der Medizinwissenschaft, das von einer Afroamerikanerin geschrieben wurde.
Die Nordseite des Hügels war bis in das 20. Jahrhundert hinein eine Gegend, in der vorwiegend Afroamerikaner mit sehr geringem oder gar keinem Einkommen wohnten und in dem die Prostitution blühte. Daher lebten die ärmsten Immigranten zunächst ebenfalls dort, zumeist Juden aus Irland, Italien und Osteuropa. Erst ein groß angelegtes Stadterneuerungsprojekt in den 1950er Jahren schränkte den Rotlichtbezirk am Scollay Square ein.
1937 erschien der Roman The Late George Apley, der den Pulitzer-Preis gewann und satirisch das Leben der wohlhabenden Weißen auf dem Beacon Hill beschrieb.
Beacon Hill wurde am 19. Dezember 1962 als National Historic Landmark in das National Register of Historic Places aufgenommen.

## Kultur und Sehenswürdigkeiten

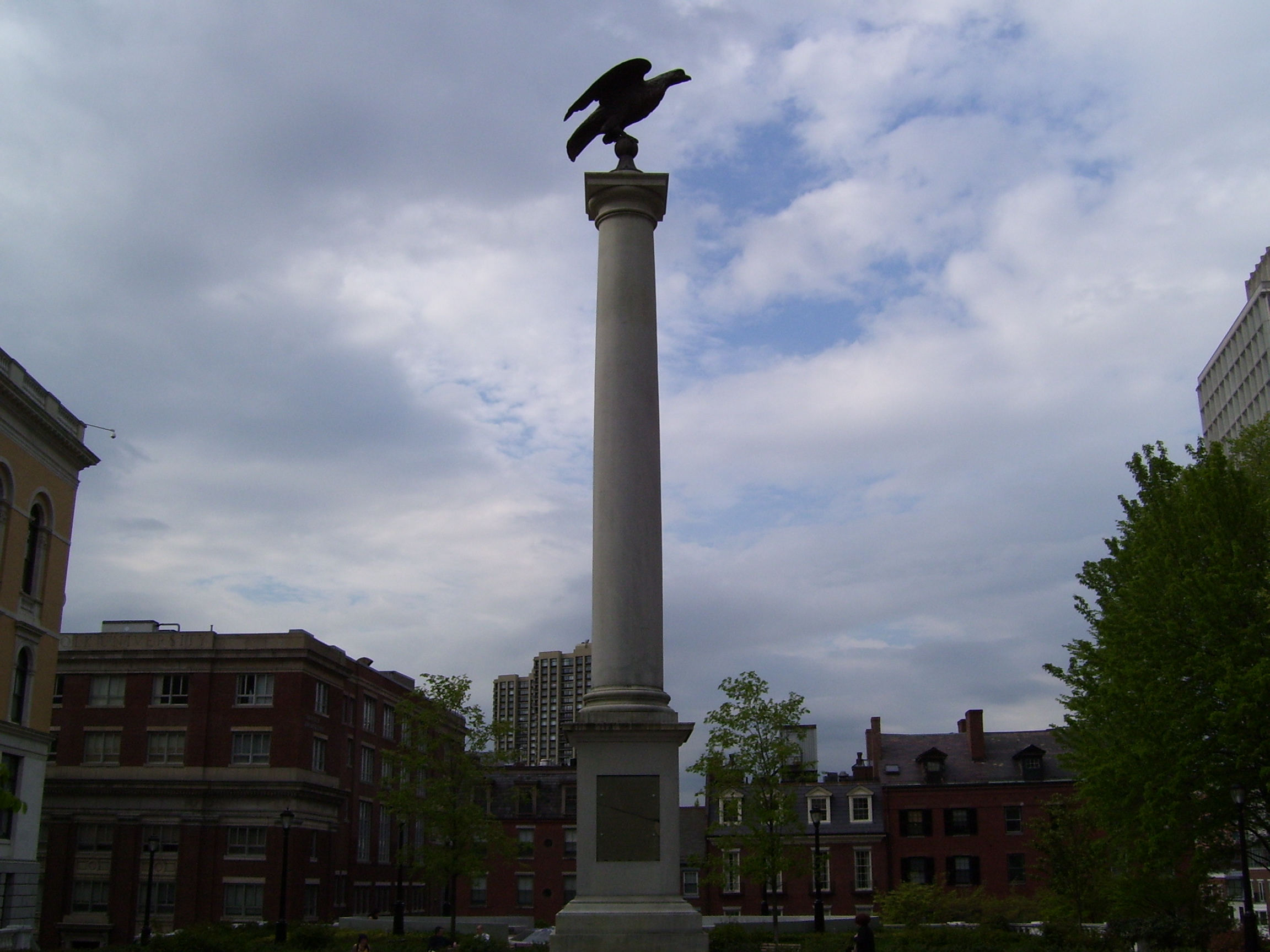
Dieses Denkmal auf der Rückseite des State House markiert den Standort der ursprünglichen Befeuerung.

### Museen
- African Meeting House – Museum für Afroamerikanische Geschichte.
- Nichols House Museum – historisches Gebäude aus dem Jahr 1804, Rose Standish Nichols gewidmet.

### Bauwerke
- Bull and Finch Bar (Beacon Street) – Inspirationsquelle und Außendrehort der TV-Serie Cheers.
- Charles Street Meeting House
- Club of Odd Volumes (Mount Vernon Street) – Club für bibliophile, Bibliothek und Archiv.
- Louisburg Square
- Massachusetts State House (Beacon Street) – Sitz der Staatsregierung und des Parlaments
- Suffolk University
- Suffolk University Law School
- Sitz der Boston Bar Association
- Harrison Gray Otis House – drei im 18. Jahrhundert für Otis gebaute Häuser. Heute auch Sitz der Historic New England.
- Wohnhaus von Francis Parkman
- Robert-Gould-Shaw-Denkmal – Ecke Beacon und Park Street, gegenüber dem Massachusetts State House.
- Vilna Shul – 1919 errichtete Synagoge
- Hauptsitz der Unitarian Universalist Association – direkt neben dem Massachusetts State House

### Parks
- Boston Common

### Regelmäßige Veranstaltungen
- An die Geschichte Make Way for Ducklings von Robert McCloskey wird mit einem jährlichen Umzug im Mai durch Beacon Hill bis zum Boston Public Garden erinnert.

## Persönlichkeiten

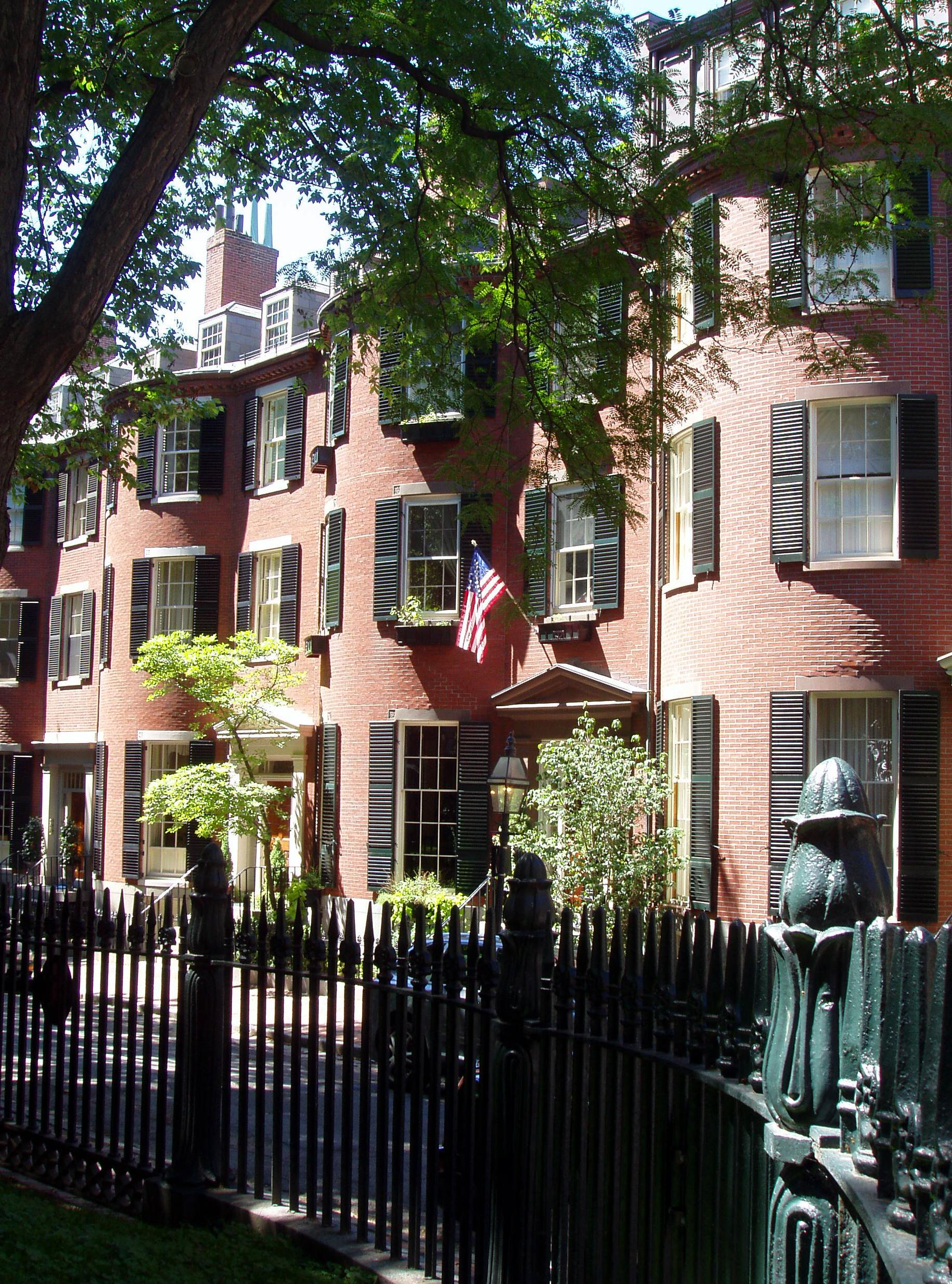
Häuser am Louisburg Square

In Beacon Hill lebten und leben viele bekannte Persönlichkeiten darunter:
- Louisa May Alcott, 10 Louisburg Square
- John Albion Andrew
- William Blaxton, ursprünglicher Eigentümer des Beacon Hill
- Edwin Booth, 29A Chestnut Street
- Charles Bulfinch
- John Cheever
- John Singleton Copley
- Michael Crichton
- Robert Frost, 88 Mount Vernon St., 1941
- John Hancock
- Teresa Heinz
- Oliver Wendell Holmes, Sr.
- Oliver Wendell Holmes, Jr.
- Julia Ward Howe
- Abigail Johnson
- Edward M. Kennedy
- John Kerry
- Henry Cabot Lodge senior
- James Russell Lowell
- Robert Lowell
- Sylvia Plath
- William Prescott
- David Lee Roth
- George Santayana, 302 Beacon Street
- Anne Sexton
- Robert Gould Shaw
- Carly Simon
- Charles Sumner
- Uma Thurman
- Daniel Webster
- Jack Welch

## Ausgewählte Sehenswürdigkeiten inBeacon Hill

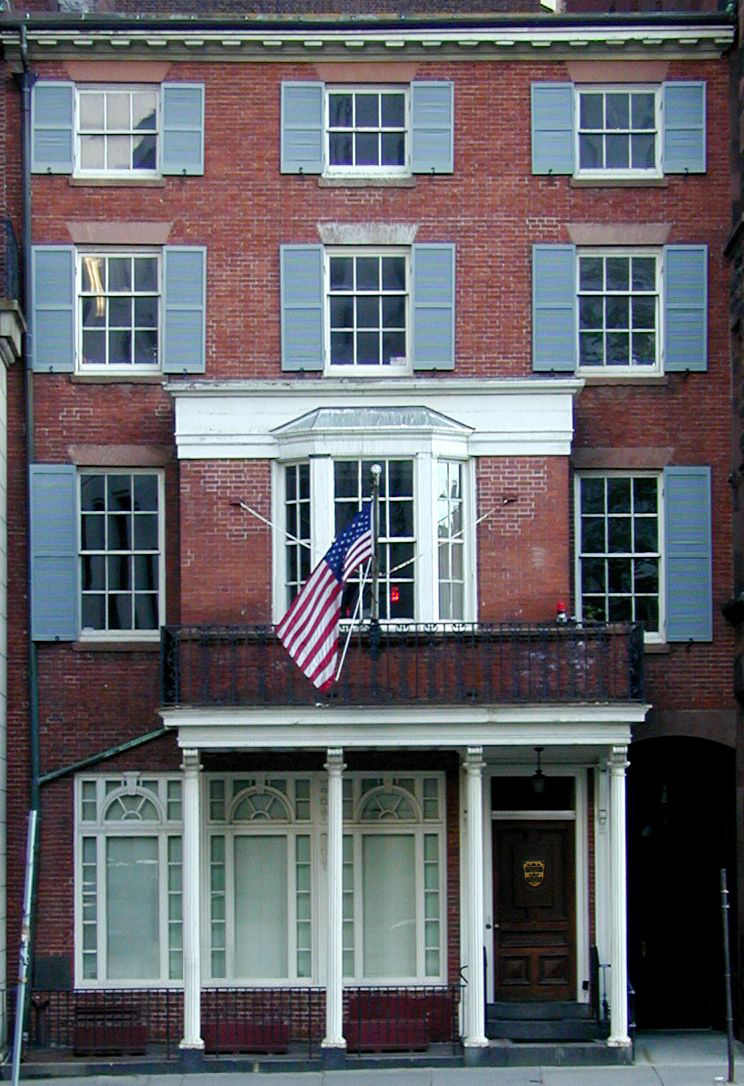
Das Chester Harding House, ein National Historic Landmark, das von 1826 bis 1830 vom Porträtmaler Chester Harding bewohnt wurde und heute die Boston Bar Association beherbergt.

| Straße              | Hausnr.                                                                                                   | Beschreibung |
| ------------------- | --- | --- |
| Beacon Street       | 1 | One Beacon Street – Ein eponymes Bürohochhaus an der Ecke zur Tremont Street. Es steht auf Platz 14 der Liste der höchsten Gebäude in Boston.                                                                                                  |
| Beacon Street       | 8 | Wohnhaus der Osgood-Familie aus dem späten 19. / frühen 20. Jahrhundert |
| Beacon Street       | 10½ | Boston Athenæum |
| Beacon Street       | 16 | Ehemaliges Wohnhaus des Malers Chester Harding, heute Sitz der Boston Bar Association |
| Beacon Street       | 22 | Das Amory-Ticknor House wurde 1804 von Charles Bulfinch gebaut. Heute befindet sich dort ein Fernsehstudio der Fox News. |
| Beacon Street       | 25 | Hauptsitz der Unitarian Universalist Association |
| Beacon Street       | 42–43 | Der Maler John Singleton Copley besaß hier ein Haus, ebenso wie David Sears II, wo sich heute der Somerset Club befindet. |
| Beacon Street       | 45 | Das dritte Haus von Harrison Gray Otis, heute Sitz der American Meteorological Society |
| Beacon Street       | 55 | Das William H. Prescott House |
| 84                  | Cheers Beacon Hill – früher bekannt als Bull & Finch Pub, durch den die TV-Serie Cheers inspiriert wurde. | |
| Bowdoin Street      | 122 | Registrierte Adresse von John F. Kennedy |
| Brimmer Street      | 44 | Registrierte Adresse von Samuel Eliot Morison |
| Cambridge Street    | Massachusetts General Hospital                                                                            | Massachusetts General Hospital |
| Cambridge Street    | 131 | Old West Church |
| Cambridge Street    | 141 | Das erste Haus von Harrison Gray Otis, gebaut von Charles Bulfinch. |
| Charles Street      | 44A | Hier wurde Mary Sullivan, das letzte Opfer des Boston Strangler, ermordet. |
| Chestnut Street     | 6 | Beacon Hill Friends House |
| Chestnut Street     | 13–17 | Von Charles Bulfinch für Hepzibah Swan entworfene Reihenhäuser |
| Chestnut Street     | 18 | Geburtshaus des Dichters Robert Lowell |
| Chestnut Street     | 50 | Wohnhaus von Francis Parkman |
| Chestnut Street     | 57A | Sitz der Harvard Musical Association |
| Grove Street        | 28 | Wohnhaus von Reverend Leonard A. Grimes, eines bekannten Pfarrers mit Verbindungen zur Underground Railroad und zur Bewegung der Abolitionisten. Er war einer der Männer, die die Freiheit von Anthony Burns nach seiner Verhaftung erkauften. |
| Irving Street       | 58 | Geburtshaus von Charles Sumner |
| Joy Street          | 46 | African Meeting House |
| Joy Street          | 67 | Wohnhaus von Rebecca Lee Crumpler, die als erste schwarze Frau einen Hochschulabschluss in Medizin in den USA erhielt. |
| Louisburg Square    | 4 | Wohnhaus von William Dean Howells zu seiner Zeit beim Atlantic Monthly |
| Louisburg Square    | 10 | Wohnhaus von Bronson Alcott, Louisa May Alcott und Familie |
| Louisburg Square    | 19 | Wohnhaus von John Kerry und Teresa Heinz Kerry |
| Louisburg Square    | 20 | Hier heiratete die Sängerin Jenny Lind den Dirigenten Otto Goldschmidt. |
| Mount Vernon Street | 32 | Wohnhaus von Samuel Gridley Howe und seiner Frau Julia Ward Howe |
| Mount Vernon Street | 41 | Sitz von Beacon Press, einer Abteilung der Unitarian Universalist Association, die 1971 die von Mike Gravel edierten Pentagon Papiere veröffentlichte.                                                                                         |
| Mount Vernon Street | 76 | Wohnhaus von Margaret Deland |
| Mount Vernon Street | 77 | Wohnhaus von Sarah Wyman Whitman und später das Clubhaus des Club of Odd Volumes. |
| Mount Vernon Street | 85 | Das zweite Haus von Harrison Gray Otis, gebaut von Charles Bulfinch. |
| Mount Vernon Street | 127 | Ehemaliges Feuerwehrhaus des Boston Fire Department und Drehort von Spenser sowie The Real World: Boston. |
| Myrtle Street       | 109 | Wohnhaus von Lysander Spooner |
| Phillips Street     | 18 | Standort der Synagoge Vilna Shul |
| Phillips Street     | 83 | Wohnhaus des bekannten schwarzen Zahnarztes, Anwalts und Abolitionisten John Sweat Rock |
| Pinckney Street     | 15 | Ein Kindergarten von Elizabeth Peabody |